# تیاگو مایا
تیاگو مایا آلنکار (پرتغالی: Thiago Maia Alencar؛ زادهٔ ۱۳ مارس ۱۹۹۷) که با نام تیاگو مایا شناخته می‌شود، بازیکن فوتبال اهل برزیل است که در پست هافبک دفاعی برای فلامینگو در سری آ برزیل بازی می‌کند.